# Delara
 (décembre 2023).
Amanda Delara Nikman (née en 1997 en Suède), connue sous le nom de Delara, est une artiste norvégienne de pop-RnB,,,. Elle à des origines iranienne par ses parents.
Elle a sorti son premier single Paper Paper en mars 2017 sur la plate-forme GR:OW Records. La chanson s'est hissée dans le top 20 de Spotify Viral aux États-Unis et dans le monde entier. Son premier EP Rebel est sorti en juillet de la même année avec les singles Dirhamz et New Generation. La même année, elle a été nommée pour le P3 Gull dans la catégorie «Révélation de l'année». En novembre 2018, elle sort l'EP Running Deep et est nommée au Spellemann Award 2018 dans la catégorie «Artiste pop de l'année» pour l'EP et le single Soldiers. Pour la chanson Nå er det oss, elle est nommée pour le P3 Gull 2020 dans la catégorie «Chanson de l'année» . En 2021, elle atteint la deuxième place des charts en Allemagne avec le single Checka.

## Discographie

### EPs
- Rebel (2017)
- Running Deep (2018)
- Et lite stykke Norge (2020)
- Timepiece (2021)